# Хальсти, Маркус
Маркус Олоф Хальсти (фин. Markus Olof Halsti; 19 марта 1984, Хельсинки, Финляндия) — финский футболист, полузащитник. Выступал в сборной Финляндии.

## Клубная карьера

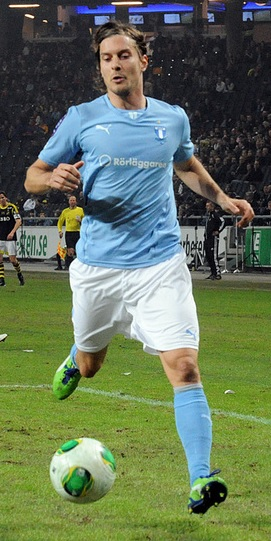
Хальсти в составе «Мальмё»

Хальсти начал карьеру, выступая за молодёжный состав клуба второго дивизиона «Виикингит». В 2003 году он подписал контракт с командой высшего дивизиона чемпионата Финляндии ХИК. В дебютном сезоне Маркус стал чемпионом Финляндии и завоевал национальный клубок. В 2005 году он получил тяжёлую травму и пропустил остаток сезона. В следующем сезоне Хальсти завоевал Кубок Финляндии во второй раз. В 2007 году он сломал ногу и очень долго восстанавливался. По окончании контракта Маркус подписал контракт с шведским ГАИСом, но не сыграв за команду ни одного матча оказался в «Мальмё».
Из-за последствий травмы колена Хальсти долго не мог заиграть в Швеции. 11 апреля 2010 года в матче против «Кальмара» он забил свой первый гол в Алсвенскане. В том же поединке он получил травму и остался вне игры до конца сезона. Несмотря на это Маркус стал чемпионом Швеции. В 2011 и 2012 году Хальсти не мог выиграть конкуренцию из-за постоянных травм. В 2013 году он стал основным футболистом команды и был переведен в центр защиты. В том же году Маркус во второй раз выиграл чемпионат и завоевал Суперкубок Швеции.
12 января 2015 года подписал контракт с американским клубом «Ди Си Юнайтед». Из-за травмы колена, полученной на последней неделе предсезонного сбора, пропустил первые два месяца сезона 2015, и дебютировал в MLS 17 мая в матче против «Филадельфии Юнион». 25 мая 2016 года контракт Хальсти с «Ди Си Юнайтед» был расторгнут по взаимному согласию сторон.
19 июня 2016 года Хальсти присоединился к датскому клубу «Мидтьюлланн», подписав двухлетний контракт. 18 июля 2016 года в матче против «Раннерс» он дебютировал в датской Суперлиге.
Летом 2018 года Маркус подписал контракт с «Эсбьергом». 15 июля в матче против «Норшелланна» он дебютировал за новую команду.
В августе 2020 года Хальсти вернулся в ХИК, подписав контракт на оставшуюся часть сезона.

## Международная карьера
2 февраля 2008 года в товарищеском матче против сборной Польши Хальсти дебютировал за сборную Финляндии.

## Достижения
Командные
 «ХИК»
- Чемпион Финляндии (2): 2003, 2020
- Обладатель Кубка Финляндии (3): 2003, 2006, 2020

 «Мальмё»
- Чемпион Швеции (3): 2010, 2013, 2014
- Обладатель Суперкубка Швеции: 2013